# 约翰·N·米切尔
约翰·牛顿·米切尔（John Newton Mitchell，1913年9月15日—1988年11月9日），美国律师、政治家，密歇根州底特律人，尼克松密友，尼克松总统任期时担任司法部长，尼克松竞选团队主席，因水门事件而于1977年被定罪入狱，服刑19个月。他是继阿尔伯特·福尔后美国历史上第二位被定罪入狱的内阁成员。